# Cassegrain

Trajetória da luz que passa através do tubo de um telescópio na configuração Cassegrain.

O Telescópio Cassegrain é uma configuração óptica utilizada em tubos de telescópios refletores que consiste em um refletor primário parabólico e um refletor secundário hiperbólico.  Nessa configuração, a luz (radiação eletromagnética) é refletida pelo espelho primário e interceptada pelo secundário antes de atingir o foco principal. Após ser refletida pelo secundário, a luz converge para o foco localizado após o espelho primário.
É a configuração mais utilizada por telescópios profissionais. O foco pode ser ajustado de diversas maneiras dependendo do que se pretende fazer apenas modificando-se brevemente as posições dos espelhos primário e secundário.

## Contextualização
Este tipo de configuração foi criada e apresentada ao público em 1672 pelo estudioso francês Laurent Giovani Cassegrain (1629–1693), daí o nome "Telescópio Cassegrain" ou "Foco Cassegrain). A configuração óptica consiste na combinação de um espelho primário côncavo e um espelho secundário convexo ambos alinhados simetricamente no eixo axial. O primário possui um furo no centro que permite a passagem da luz para o ponto focal do telescópio (foco Cassegrain, neste caso).
Atualmente, pode-se acoplar uma câmera CCD, um espectrógrafo,  ou qualquer outro tipo de instrumento científico na base do tubo do telescópio Cassegrain.
Conforme a necessidade e praticidade, surgiram os tipos de montagens alternativas para telescópios baseadas no Cassegrain que tentam reduzir erros de imagem de diferentes maneiras:
- Telescópio Nasmyth
- Telescópio Schmidt - Cassegrain
- Telescópio Maksutov
- Telescópio Hipergrafo
- Telescópio Ritchey-Chrétien-Cassegrain (Telescópio RC)
- Telescópio Korsch

### Cassegrain tipo catadióptrico
Quando um telescópio tipo Cassegrain envolve a combinação de componentes refletores e refratores são chamados de telescópios Cassegrain tipo catadióptrico.

## Expressões matemáticas para o telescópio Cassegrain

### O Cassegrain "Clássico"

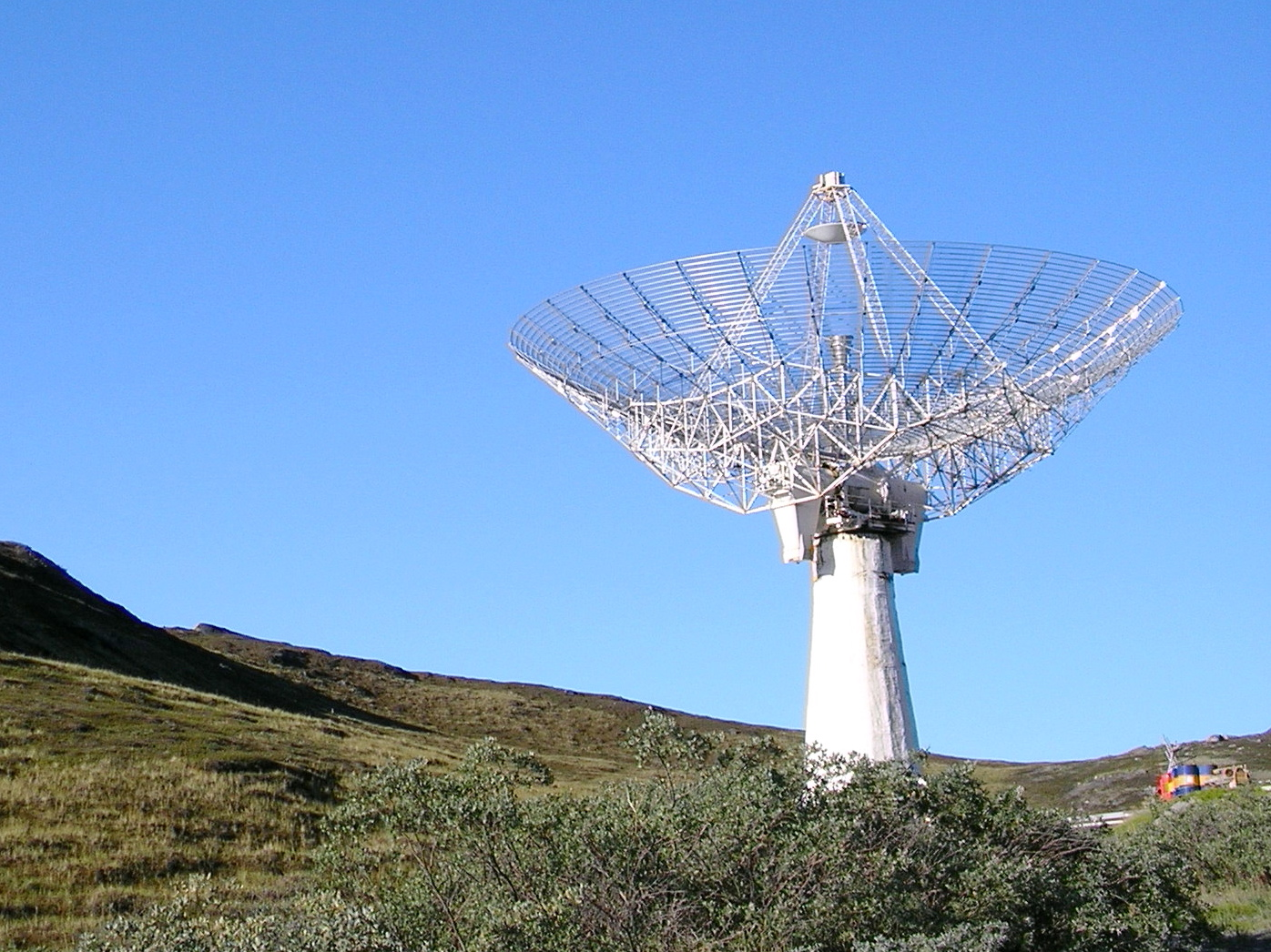
Radiotelescópio que utiliza foco Cassegrain situado em Sondrestrom, Groenlândia

No Cassegrain "Clássico" a onda eletromagnética é captada pelo espelho primário parabólico, reflete para o secundário hiperbólico que a reflete novamente e esta passa pelo furo central do espelho primário onde é captada pelo equipamento (instrumento) instalado no telescópio ou radiotelescópio.
O raio de curvatura dos espelhos primários e secundários nesta configuração são, respectivamente: 
{\displaystyle R_{1}=-{\frac {2DF}{F-B}}}
e
{\displaystyle R_{2}=-{\frac {2DB}{F-B-D}}}
onde
- {\displaystyle F} é a efetividade do sistema focal
- {\displaystyle B} é a distância do secundário para o foco
- {\displaystyle D} é a distância entre os dois espelhos

Se {\displaystyle B} e {\displaystyle D} são conhecidos, o foco do espelho primário {\displaystyle f_{1}}, e a distância para o foco de trás do espelho primário {\displaystyle b}, temos {\displaystyle D=f_{1}(F-b)/(F+f_{1})} e {\displaystyle B=D+b}.
A constante cônica do espelho primário é o mesmo que o da parábola {\displaystyle K_{1}=-1}, e a do espelho secundário  {\displaystyle K_{2}} é escolhida substituindo o foco no local desejado:
{\displaystyle K_{2}=-1-\alpha -{\sqrt {\alpha (\alpha +2)}}},
onde
{\displaystyle \alpha ={\frac {1}{2}}\left[{\frac {4DBM}{(F+BM-DM)(F-B-D)}}\right]^{2}},
e {\displaystyle M=(F-B)/D} é o aumento secundário.